# غاريقون شبه محدب
غاريقون شبه محدب (الاسم العلمي: Agaricus subgibbosus) هو نوع من الفطريات يتبع جنس الغاريقون من الفصيلة الغاريقونية.